# The High End of Low
The High End of Low je v pořadí sedmé studiové album Marilyna Mansona, které bylo nahráno během roku 2008. Spoluproducenty alba se stali Sean Beavan, Marilyn Manson a Chris Vrenna. Uvdení prvního singlu „Arma-God Damn-Mother Fuckin'-Geddon“ je plánováno jeden týden před zahájením prodeje alba. Vydání je naplánováno na květen 2009.

## Seznam skladeb
1. „Devour“
2. „Pretty as a Swastika“
3. „Leave a Scar“
4. „Four Rusted Horses“
5. „Arma-Goddamn-Motherfuckin-Geddon“[1]
6. „Blank and White“
7. „Running to the Edge of the World“
8. „I Want to Kill You Like They Do In the Movies“
9. „WOW“
10. „Wight Spider“
11. „Unkillable Monster“
12. „We're From America“
13. „I Have to Look up Just to See Hell“
14. „Into the Fire“
15. „15“[1]